# Glacera del Monêtier

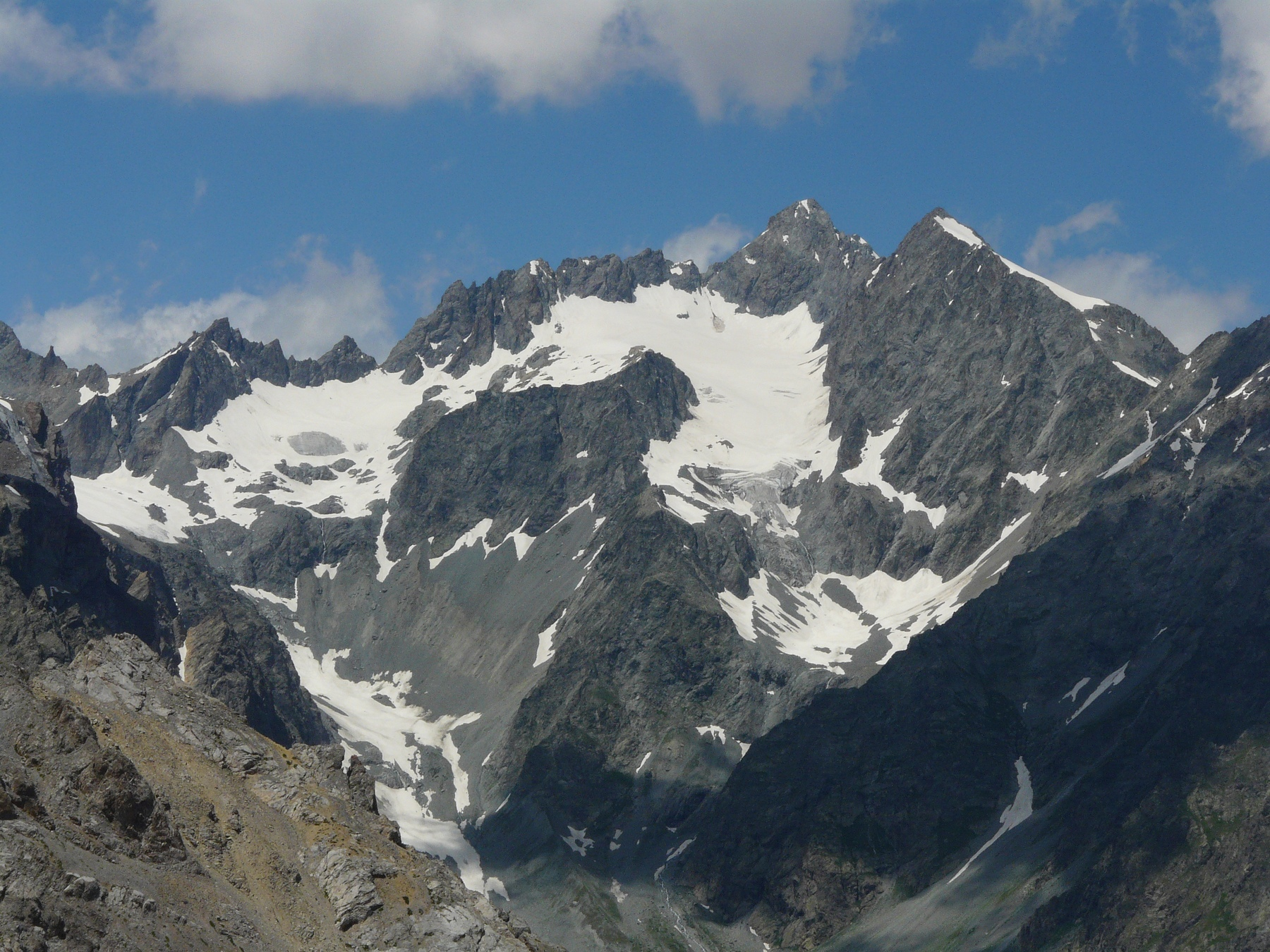
Vista de la muntanya dels Agneaux i de la glacera del Monêtier

La glacera del Monêtier és una glacera francesa del Massís dels Escrinhs (Alps). Actualment, està separada en dos parts, la glacera central del Monêtier i la glacera oriental, o superior, del Monêtier, adossada a la dôme de Monêtier i al pic de Dormillouse.
El nom prové del poble de Lo Monestièr de Briançon, situat als peus de la glacera a la vall de Guisane.

## Característiques
Es troba a la banda oriental d’una carena lateral que discorre cap al sud-est des del massís de la Montagne des Agneaux i a través de la Pointe des Arcas (3.478 m) que baixa cap a la vall de Gyronda a Vauloïsa. Els primers camps que subministren la glacera s'estenen gairebé 3 km des de l'esmentada Muntanya des Agneaux al nord fins a la Dôme de Monêtier (3.404 m) al sud. Fins als anys vuitanta, la glacera, encara que dividida localment en 3 o fins i tot 4 parts per perxes rocoses, va formar un tot. La regressió que s'ha intensificat en les darreres dècades ha provocat que ara (2013) ja estigui dividida en dues parts separades: Glacier central du Monêtier al nord i Glacier oriental du Monêtier (o Glacier supérieur du Monêtier) al sud-est. Aquesta última és en el tram de la carena entre el Pic de Dormillouse (3.409 m) al nord i el Dôme de Monêtier al sud.
Les aigües de fusió de la glacera formen el rierol Grand Tabuc (aproximadament 5,5 km de longitud), que desemboca a la vila de Le Casset, a una altitud d’aproximadament 1500 m sobre el nivell del mar, fins a Guisane com a afluent del marge dret.
Ascendir des del Refugi du Glacier Blanc per la Glacera Blanca fins a la carena i baixar per la glacera Monêtier a la vall del Grand Tabuc és una popular excursió de muntanya des del centre del grup muntanyenc Écrins fins a la vall de Guisane.